# Leucochrysa fuscinervis
Leucochrysa fuscinervis är en insektsart som beskrevs av Navás 1914. Leucochrysa fuscinervis ingår i släktet Leucochrysa och familjen guldögonsländor. Inga underarter finns listade i Catalogue of Life.